# پارتیزان‌های یهودی
پارتیزان‌های یهودی (به انگلیسی: Jewish partisans) مبارزانی در گروه‌های نامنظم و پراکنده نظامی بودند که علیه آلمان نازی و متحدانش در طول جنگ جهانی دوم می‌جنگیدند.
تعدادی از این گروه‌های پارتیزانی از گروه‌های متعصب یهودی در سراسر اروپای تحت اشغال نازی‌ها بودند که بعضی از آن‌ها از افرادی که از گتوها و اردوگاه‌های مرگ فرار کرده بودند، تشکیل شده بود. این گروه‌ها اغلب به صورت جدا از گروه‌های دیگر به مبارزه می‌پرداختند اما گروه‌هایی پارتیزانی یهودی نیز در فرانسه اشغالی و بلژیک وجود داشتند که با گروه‌های مقاومت محلی کار می‌کردند. بسیاری از یهودی‌ها در گروه‌های پارتیزانی دیگر در سرزمین‌های اشغالی فعالیت می‌کردند، در کل تعداد پارتیزان‌های یهودی بین ۲۰۰۰۰ و ۳۰۰۰۰ نفر بود.

## عملیات
پارتیزان‌های درگیر در جنگ چریکی و خرابکاری علیه اشغال نازیها بودند، آنها به تحریک افراد مقیم گتوها می‌پرداختند و زندانیان را آزاد می‌کردند. در لیتوانی به تنهایی، آنها حدود ۳۰۰۰ سرباز آلمانی را کشتند. آنها گاهی با گتوها، اردوگاه‌های کار اجباری و با گروه‌های مقاومت دیگر در تماس بودند و اطلاعات نظامی با آنها رد و بدل می‌کردند.